# Крешів (гміна)
Гміна Крешів (пол. Gmina Krzeszów) — сільська гміна у східній Польщі. Належить до Ніжанського повіту Підкарпатського воєводства.
Станом на 31 грудня 2011 у гміні проживало 4315 осіб.

## Територія
Згідно з даними за 2007 рік площа гміни становила 62.38 км², у тому числі:
- орні землі: 82.00%
- ліси: 6.00%

Таким чином, площа гміни становить 7.94% площі повіту.

## Населення
Станом на 31 грудня 2011:
| Опис     | Загалом | Загалом | Чоловіки | Чоловіки | Жінки | Жінки |
| -------- | ------- | ------- | -------- | -------- | ----- | ----- |
| одиниця  | осіб    | %       | осіб     | %        | осіб  | %     |
| все      | 4315    | 100     | 2131     | 49.39    | 2184  | 50.61 |
| міське   | 0       | 100     | 0        |          | 0     |       |
| сільське | 4315    | 100     | 2131     | 49.39    | 2184  | 50.61 |

## Солтиства
Бистре, Камьонка Дольна—Камьонка-Кольонія, Камьонка Ґурна, Козярня (солтиства Козярня I і Козярня II), Крешів, Крешів Долішній, Кустрава, Лазів, Подольшинка Ординацька, Подольшинка Плебанська, Сігелки.

## Сусідні гміни
Гміна Крешів межує з такими гмінами: Гарасюки, Курилівка, Лежайськ, Нова Сажина, Поток-Гурний, Рудник-над-Сяном, Улянув.